# Chiesa del Carmine Maggiore

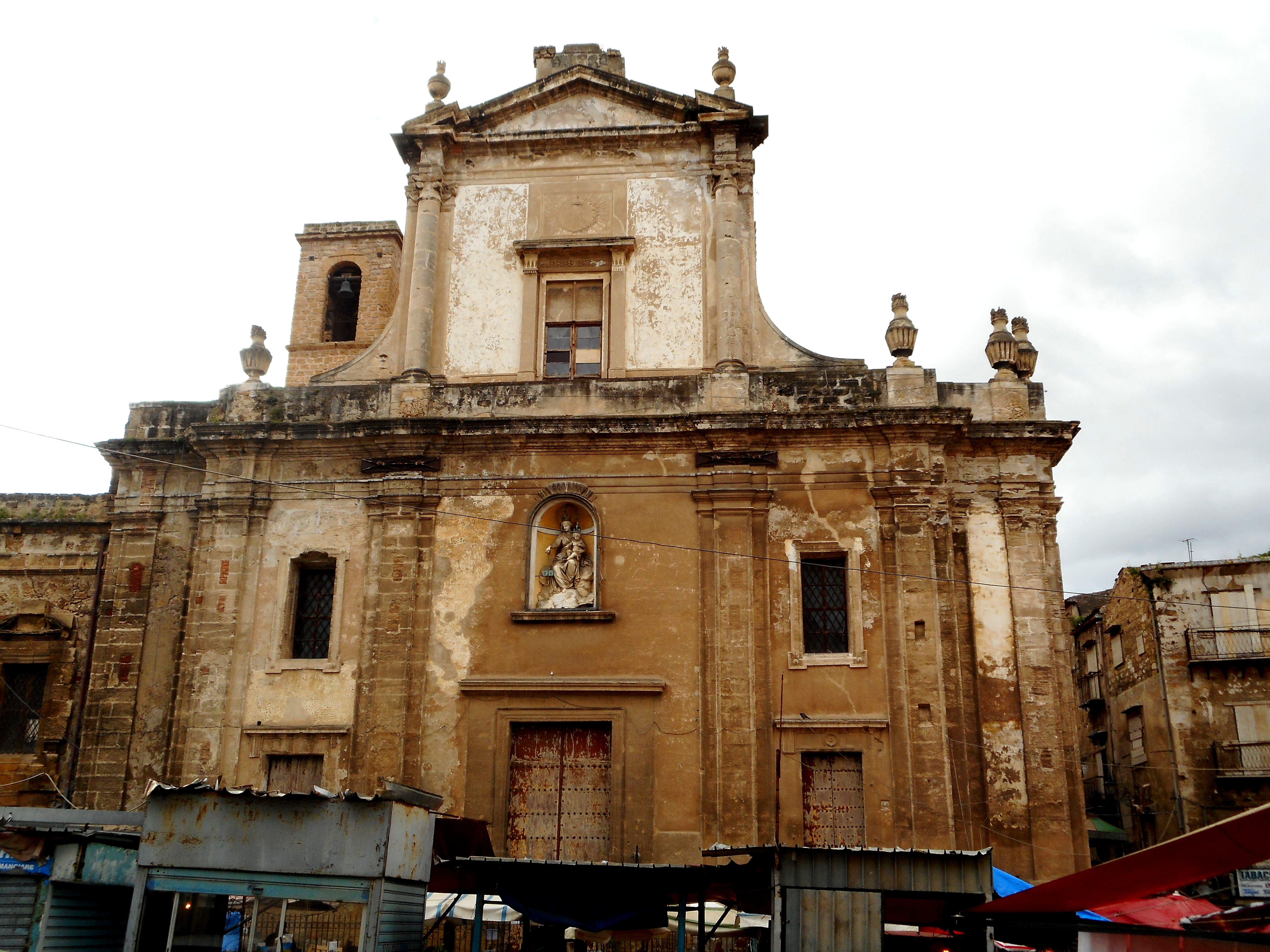
Facciata.

La chiesa e il Convento dei Carmelitani o chiesa del Carmine Maggiore, sorge nel quartiere Albergheria nel comune di Palermo. Appartenente alla diocesi di Palermo, vicariato di Palermo sotto il patrocinio di Santa Rosalia e di Santa Cristina patrona del mandamento, arcipretura di Palermo, chiesa del Carmine Maggiore.

## Culto della Madonna del Carmelo

Lo stemma dell'Ordine del Carmelo.

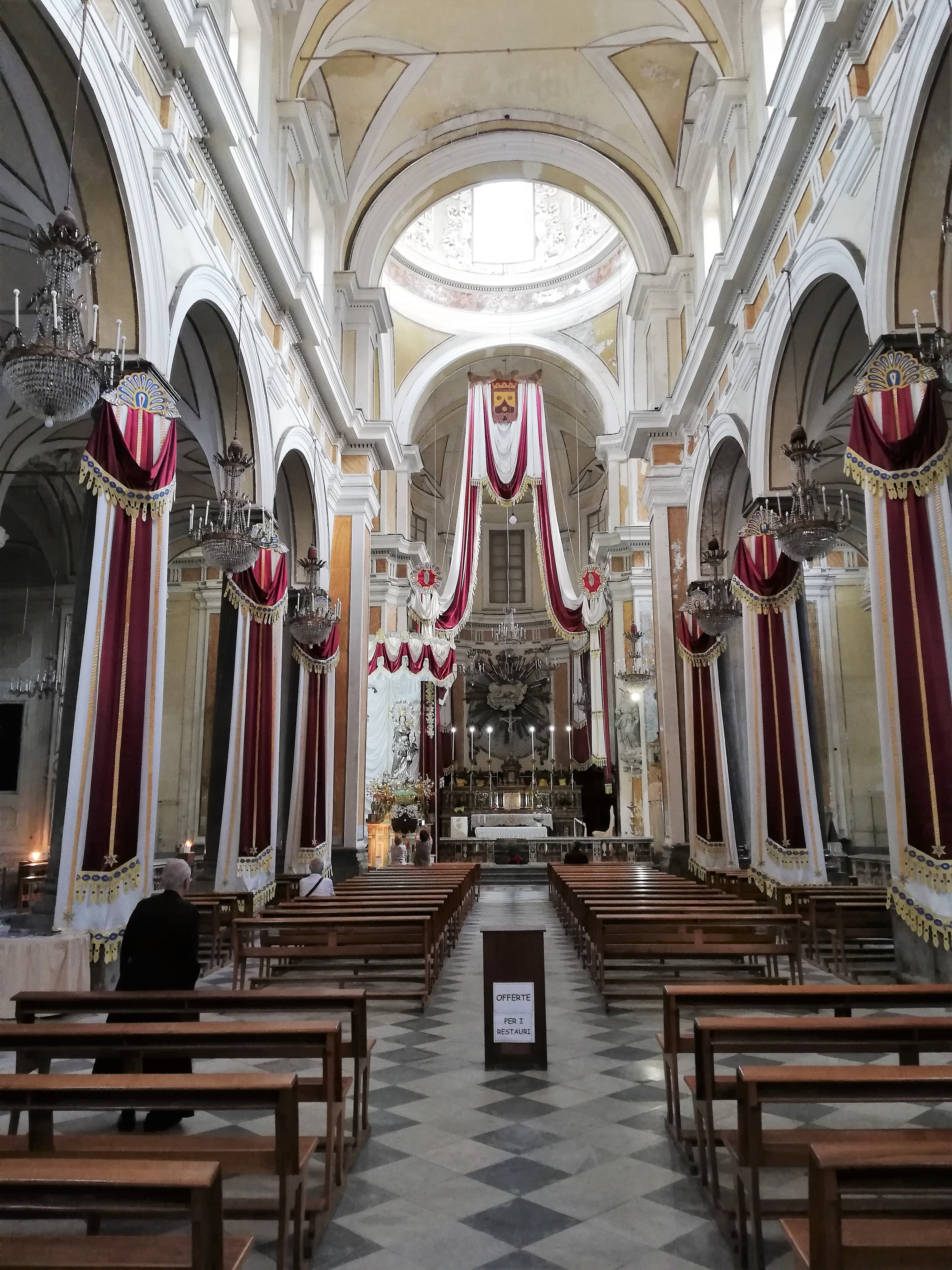
Navata.

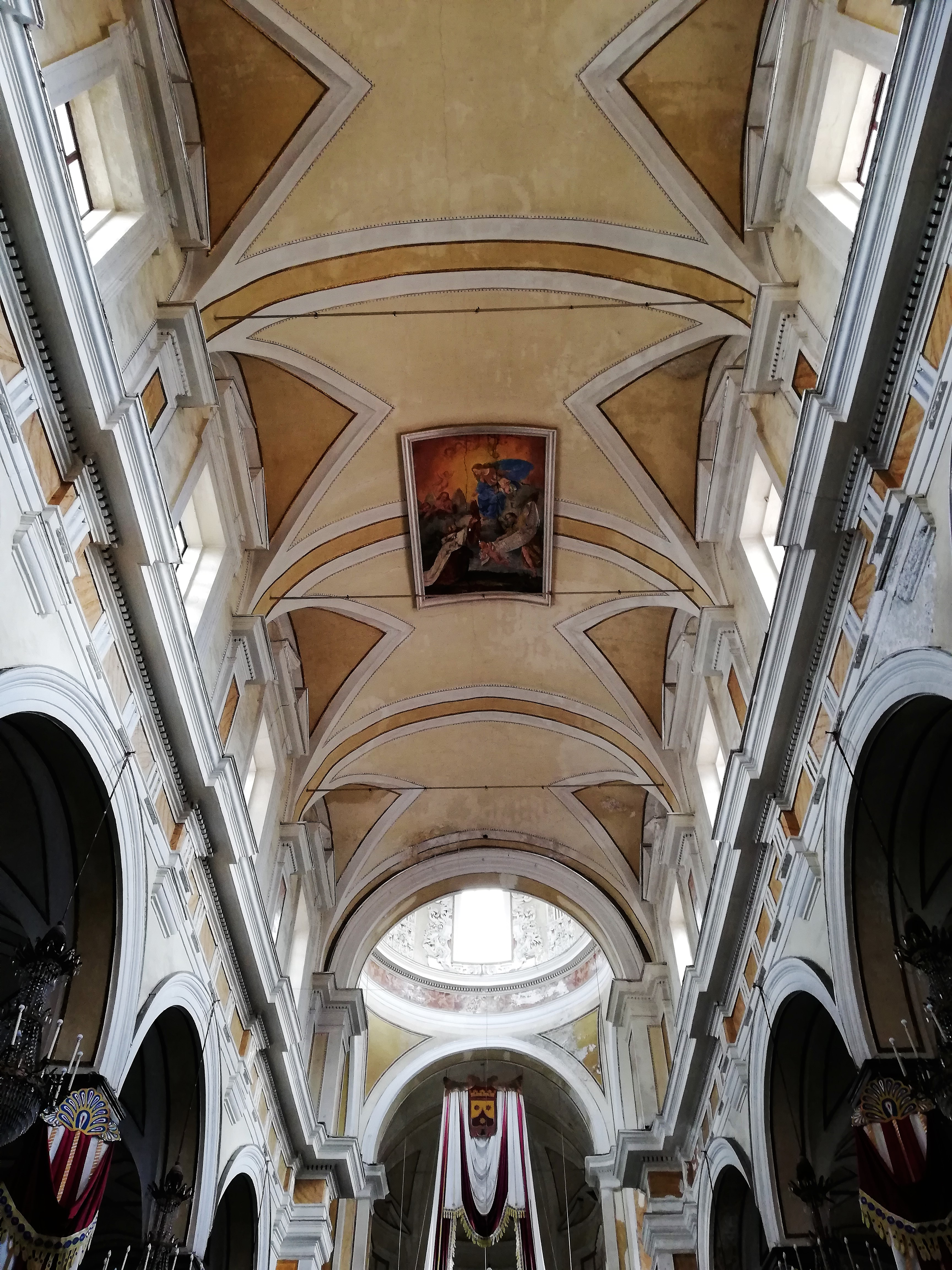
Volta navata.

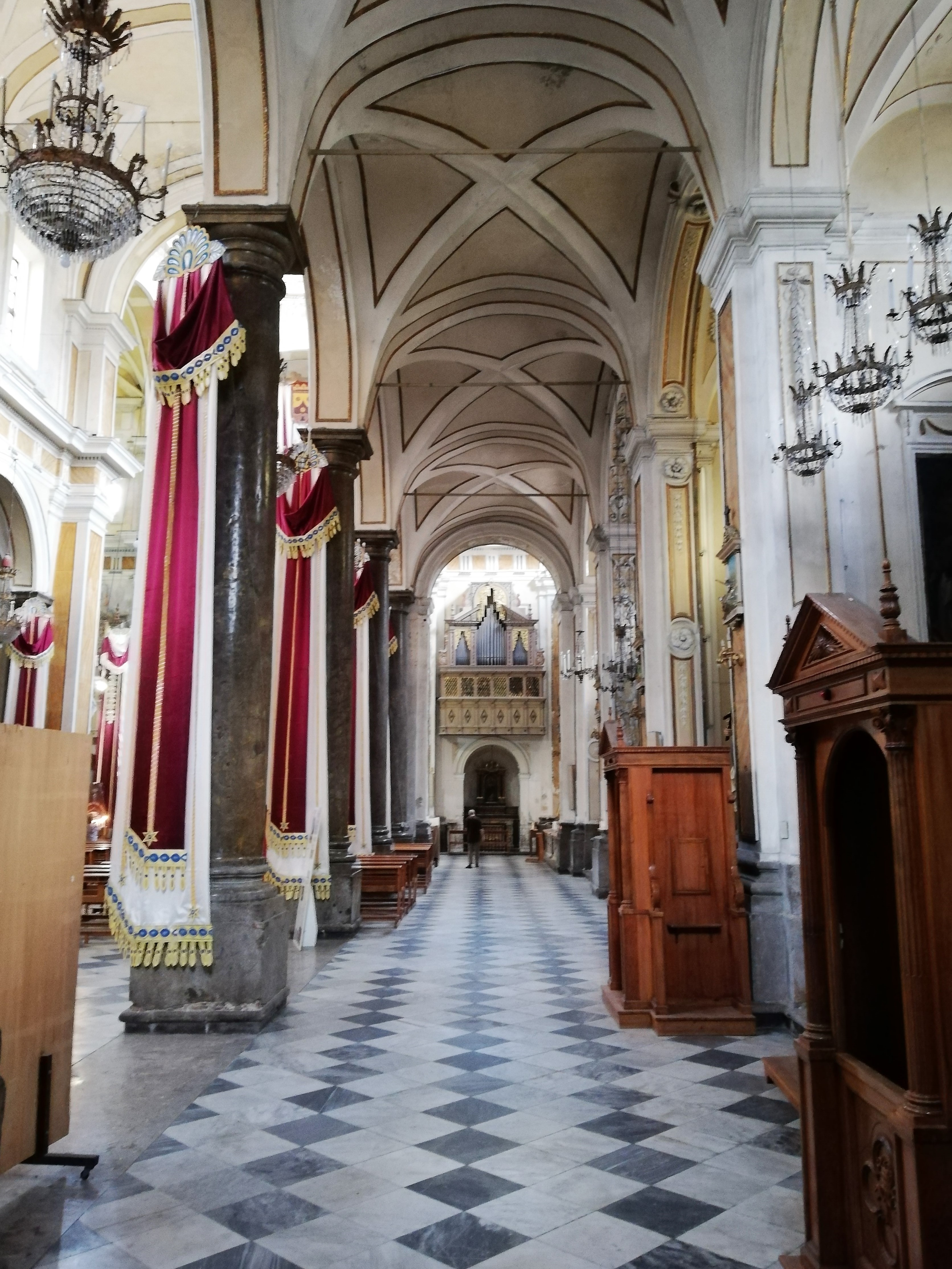
Navata destra.

Il monte Carmelo (הַר הַכַּרְמֶל, Har HaKarmel, Mount Carmel, letteralmente «il vigneto di Dio») è una catena montuosa lunga 39 km e larga 7 o 8 km, che si trova nell'Alta Galilea, una regione dello Stato di Israele, ed è meta di anacoreti; lassù alcuni cristiani dopo la morte di Gesù dedicano il primo tempio alla Vergine che dal luogo si chiama Madonna del Carmelo o del Carmine. Ma il Carmelo diviene ben presto insufficiente e così molti eremiti devoti alla Vergine emigrano in tutta la Palestina prima, in Egitto ed in tutto l'Oriente poi. Dalla Terra santa i carmelitani itineranti animati dalla “peregrinatio hierosolymitana” e dalla conseguente spiritualità del cammino, fondano il primo convento in occidente in Sicilia nella città di Messina nel 1235 circa, secolo che vede consolidare l'Ordine carmelitano, nello stesso anno l'Ordine si insedia anche a Palermo. Chiese e conventi della "Famiglia del Carmelo" sorgono nelle principali città dell'intera Sicilia con comunità di frati, di monache di vita contemplativa, di suore con diaconie apostoliche specifiche, da laici carmelitani (istituto secolare, terz'ordine, movimento carmelitano) animati dal “carisma del Carmelo”: seguire Cristo Gesù come “fraternità contemplativa in mezzo al popolo”, su modelli spirituali dell'apostolo Paolo, il profeta Elia e la Madonna.

## Storia
Le origini della Chiesa risalgono all'insediamento del frati carmelitani a Palermo, provenienti dal Monte Carmelo in Palestina nel 1235.
Nel quartiere Albergheria, uno dei cinque quartieri normanni, così chiamato perché ospitò trasferiti o "albergati" da Federico II di Svevia, gli abitanti ribelli di Centorbe e Capizzi, secondo altre fonti potrebbe invece significare “terra a mezzogiorno”, da "Albahar" o "Albergaira".
Nella parte centrale del quartiere è ubicato il mercato di Ballarò, nome di origine incerta, probabilmente derivante dal nome di un villaggio arabo nei pressi di Palermo, dal quale provenivano merci pregiate e spezie.
La tradizione supportata dalle indagini stilistiche e dalle odierne analisi, attribuisce all'Ordine Carmelitano la costruzione di varie chiese in epoche diverse e nella stessa ubicazione.
- XII secolo, Primitiva Cappella della Pietà;
- XIII secolo, Cappella della Pietà;
- 1243, Chiesa dell'Annunziata;
- 1627 - 1693, Chiesa del Carmine Maggiore attuale luogo di culto.

### Epoca normanna

#### Primitiva Cappella della Pietà
Sul lato destro dell'altare della Madonna del Carmine una porta conduce all'antica "Cappella della Pietà", luogo di culto secondo la tesi dello storico Antonio Mongitore, risalente al 1118 e in seguito donata ai Carmelitani stanziatisi a Palermo. La tradizione vuole che questa primitiva cappella, sia stata donata dalla Contessa Adelasia, Regina di Gerusalemme, ai romiti che seguivano le orme del profeta Elia sul Monte Carmelo. La Cappella presenta gli stili di due epoche diverse: la prima, tipica del XII secolo, riguarda gli archi a tutto sesto di stile romanico che sostengono il soffitto.

#### Cappella della Pietà
Un successivo rifacimento della Cappella contempla i costoloni del soffitto in perfetto stile gotico e con il caratteristico "Agnus Dei" nella chiave pensile di epoca successiva. Interessanti sono gli affreschi del "Redentore" e dei profeti "Elia", "Eliseo". Detentori del patrocino della cappella la famiglia Tricotti.

### Epoca sveva

#### Chiesa dell'Annunziata
Nel 1243 per necessità di culto è costruita a ridosso della "Cappella della Pietà" una seconda chiesa molto più ampia dedicata alla Santissima Annunziata. Come tutte le prime chiese fondate dai Carmelitani in Occidente, per il forte legame che essi avevano con Nazaret, luogo della casa della Madonna e dell'annuncio dell'Incarnazione del Cristo. Successivamente è chiamata anche Madonna del Carmine. Questa seconda chiesa aveva un orientamento ribaltato rispetto all'attuale: l'ingresso si trovava al posto dell'attuale abside e relativo coro. Dell'impianto rimangono i ruderi posti sul fianco destro dell'attuale chiesa e le due colonne lungo il portico del chiostro.

### Epoca spagnola

#### La chiesa oggi
La costruzione della chiesa attuale è condotta dal 6 marzo 1627 al 1693, con alcune interruzioni sotto la direzione di Mariano Smiriglio. L'edificio si presenta a forma di basilica a croce latina, con tre navate, sorretta da 12 colonne in pietra di Billiemi con capitelli dorici. La semplice e disadorna facciata è aggiunta nel 1814, nella nicchia sopra la porta centrale è collocata la statua della "Vergine del Carmelo" opera settecentesca. Nella navata principale, sul soffitto campeggia l'affresco "Il dono dello scapolare" opera di Giovanni Patricolo del 1814 unica porzione degli affreschi pervenuti.
Dal 2019 la cooperativa turistica Terradamare ha aperto al pubblico il monumento e organizza visite guidate della chiesa.
Dal 2021 al 2024, ad occuparsi della fruizione turistica in accordo con il Rettore è l'Associazione Culturale e di Volontariato “Guardie del Tempio”.
Dal 27 marzo 2022, dopo i lavori per la messa in sicurezza del campanile, voluta dal Rettore coadiuvato dall'Associazione Culturale e di Volontariato "Guardie del Tempio di Cristo", è concessa ai visitatori per la prima volta, la salita sul campanile ottocentesco, per ammirare la città dall'alto e osservare la cupola da una prospettiva ravvicinata.
Da luglio 2024, il Rettore affida il mantenimento e la gestione turistica all'Associazione Culturale Sikalesh. 

## Interno

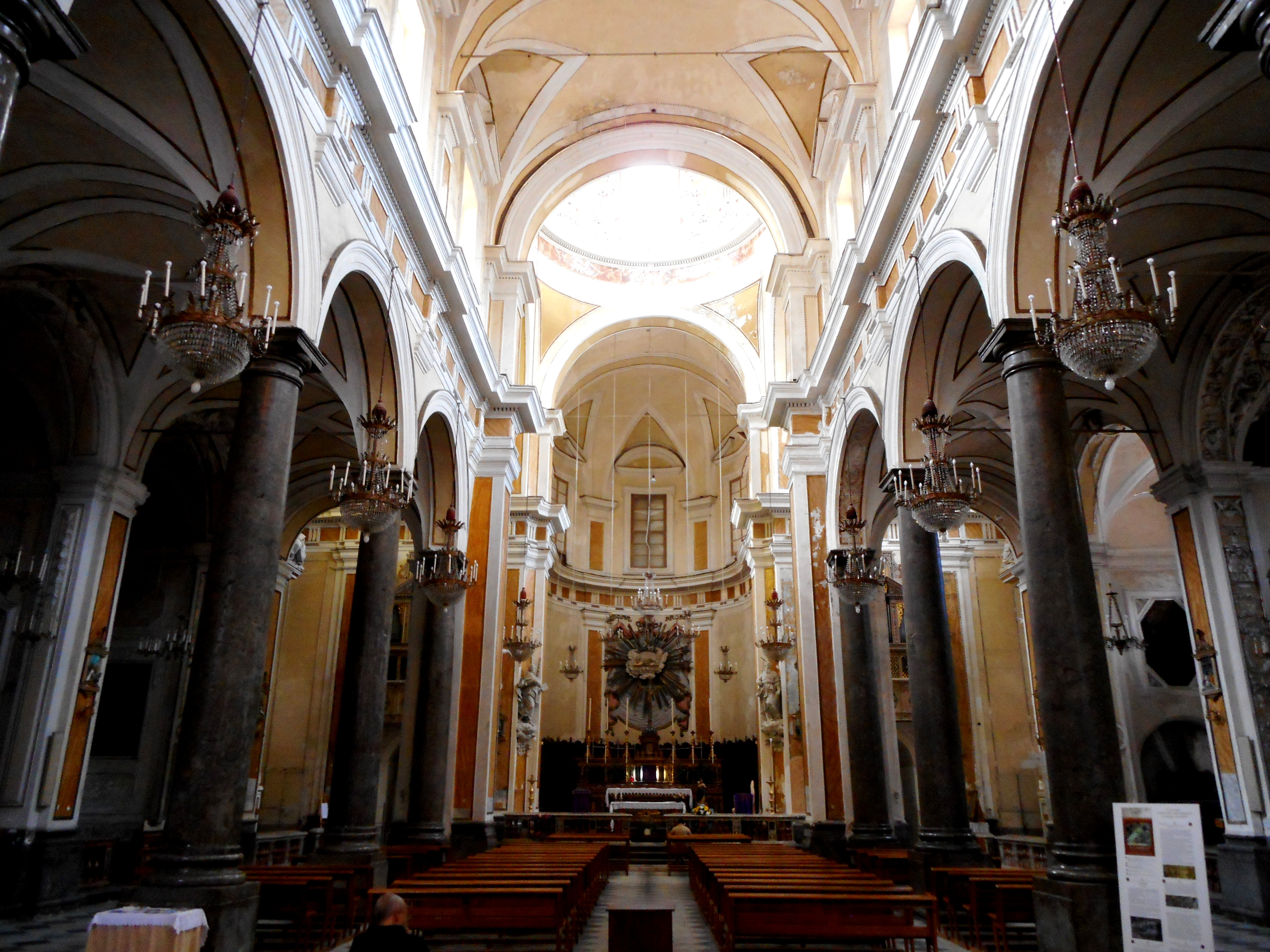
Interno.

### Navata destra
- Prima campata. Cappella di Sant'Andrea Corsini.[11] La cappella è dedicata al Santo carmelitano, vescovo di Fiesole, Andrea Corsini raffigurato nel quadro a olio, dove appare genuflesso ai piedi della Madonna nella tela dal titolo Apparizione della Vergine a Sant'Andrea Corsini, opera di Pietro Novelli del 1630.[3] La parete di destra è ornata da una tela raffigurante San Biagio e in quella di sinistra da una tela raffigurante San Calogero. La cappella è di patrocinio della famiglia Hernandez - Vallegio.
- Seconda campata. Cappella delle Sante Maria Maddalena de' Pazzi e Teresa d'Avila. La cappella prende il nome dal quadro in essa riposto. La pittura è di Giacomo Lo Verde trapanese, discepolo di Pietro Novelli. Nel quadro è raffigurata la Madonna del Carmelo con due sante mistiche carmelitane: Santa Teresa d'Avila e Santa Maria Maddalena de' Pazzi. Nella parete di destra è raffigurato San Brocardo in atto di imporre la veste monacale a Sant'Angela regina di Boemia. Sulla parete di sinistra la Vergine Santissima che appare a San Pier Tommaso che predice la perpetuità dell'Ordine Carmelitano. Le due tele sono anteriori al 1715. La cappella è di patrocinio della famiglia Lusinno.
- Terza campata. Ex Cappella di Sant'Alberto. Dedicata fino al 1884 a Sant'Alberto degli Abati. Disfatta per l'apertura di una porta laterale, adesso tamponata. Sulle pareti laterali sono eretti due monumenti sepolcrali: quello di destra è finto, quello di sinistra costituisce la Cappella sepolcrale della famiglia Rosselli che racchiude le ceneri di Giovanni Battista Rosselli. Dall'anno 2000 conserva il simulacro del carmelitano Beato Franco Lippi di Sarteano da Siena.
- Quarta campata. Cappella di Santa Caterina d'Alessandria.[12] Inizialmente dedicata a Santa Maria Maddalena de' Pazzi, in seguito prende il nome della martire alessandrina Santa Caterina il cui simulacro, scolpito in marmo bianco di Carrara, è opera di Antonello Gagini. La martire è rappresentata in atto di schiacciare con il piede una testa virile e barbuta, simbolo dell'eresia, da Lei combattuta fino al martirio, rappresentato nella ruota dentata posta al suo fianco sinistro. Sul piedistallo è riportata la data 1521 sormontata dallo stemma carmelitano. Il simulacro era collocato nella precedente chiesa dell'Annunziata, dello stesso scultore è presente un'acquasantiera del 1521. Nella volta e ai lati sono presenti affreschi sulla storia di Sant'Elia profeta: la Vocazione di Eliseo, Salita in cielo sul carro di fuoco, Nuvoletta di Elia. La cappella è adorna di stucchi, attribuiti a Giacomo Serpotta da Donald Garstang. La cappella è sotto il patrocinio della famiglia Cipolla
- Quinta campata. Cappella della Madonna dell'Udienza. Secondo un'antica tradizione carmelitana, il titolo nasce dal fatto che, dopo la Pasqua, la Vergine Maria "dà ascolto", da qui il termine udienza, alle suppliche dei suoi fedeli. Queste preghiere sono fatte per sette mercoledì, celebrati dopo la Pasqua in attesa della Pentecoste. Il simulacro della Vergine Maria dell'Udienza è ornato da pilastrini tortili dai capitelli dorici che inquadrano all'interno la statua di marmo bianco di Carrara, raffigurante la Madonna che regge in braccio il Bambino Gesù, opera di Domenico Gagini. Alla base è scolpito lo stemma dell'Ordine Carmelitano. Sulla parete sinistra si osserva il sepolcro in cui sono sepolti alcuni membri della famiglia Meneces. Alle pareti, due tele raffigurano la Natività di Gesù e l'Assunzione della Vergine Maria al cielo.

### Navata sinistra
- Prima campata. Ex Cappella di Sant'Elia. Dal 1855 la cappella si presenta nel corso dell'anno chiusa da una grande porta di legno. All'interno si conserva il simulacro della Madonna del Carmelo. La statua lignea del 1598 è stata rivestita d'argento dall'artista Giuseppe Castronovo nel 1729. All'interno, ci sono ancora tracce della primitiva cappella e si possono ammirare delle pitture moderne.
- Seconda campata. Cappella di San Spiridione. La cappella è del XVII secolo originariamente Cappella della Madonna delle Grazie del 1665, della quale non ci sono più tracce. In seguito denominata Cappella di Sant'Anna, e ancora dopo destinata a Santa Teresa del Bambin Gesù, oggi collocata in una nicchia nell'altare della Madonna dell'Udienza. L'altare presenta una lavorazione di marmi mischi, due colonne tortili policrome e balaustra che adornano la marmorea parete intarsiata e policroma eseguita da Francesco e Gerardo Scuto nel 1667. Sulla parete sinistra è presente la statua lignea di Elia scolpita poco prima del 1668, proveniente dalla successiva cappella. Sulla parete destra è realizzato il monumento di marmo bianco di don Giacomo La Matina Dottore in Sacra Teologia. Il quadro posto al centro dell'altare ritrae San Spiridione, vescovo orientale di Trimitonte, Cipro.
- Terza campata. Ex Cappella del Beato Franco da Siena di patrocinio della nobile famiglia Giuffredi della quale si scorgono due stemmi marmorei, fra cui è incastrata una piccola nicchia che conteneva le reliquie di Sant'Alberto degli Abati. Nella parete opposta, vi è un'acquasantiera risalente al 1300, di marmo bianco con la vaschetta a forma di conchiglia sostenuta da una colonna tortile ornata da testine di angeli alati e da cordoni, sia all'estremità sia alla base. In alto sulla destra, una targa commemorativa ricorda il parroco di San Nicolò all'Albergheria Don Domenico Pizzoli, per avere custodito la chiesa durante la soppressione degli Ordini religiosi.
- Quarta campata. Cappella del Sacro Cuore. Originariamente dedicata a Sant'Angelo martire carmelitano, ove il Santo è raffigurato in una tavola del 1529. Oggi prende il nome dal simulacro del Cuore di Gesù racchiuso in una nicchia. Sulle pareti sono presenti due tele raffiguranti la vita del profeta Elia. La parete di destra il dipinto Sant'Elia destato dall'Angelo che lo raffigura mentre lo invita a mangiare, a bere e proseguire il suo lungo cammino. Sulla parete sinistra la Visione di Sant'Elia che intravede la nuvoletta, dalle sembianze di mano d'uomo che sale dal mare. La tradizione dei Padri ha letto in quella nuvoletta l'Immacolato concepimento della Madonna. La cappella è patrocinio della famiglia Valguarnera.
- Quinta campata. Cappella della Natività o Cappella di San Giuseppe. Nell'altare di marmo policromo è presente una tela risalente al XVI - XVII secolo identificata da Mariny Guttilla con la Nascita nel Carmelo attribuita da Agostino Gallo a Gioacchino Mercurio. La tela collocata in una cornice di stucco indorato formato da doppie lesene scanalate con capitelli corinzi e coronata da timpano triangolare ornato da putti. La tela raffigura la Vergine Maria che tiene adagiato fra le proprie braccia il divin Pargoletto e un angelo sul suo capo riporta un cartiglio con le parole: "Gloria in excelsis Deo". Alla sinistra della Madonna è presente San Giuseppe mentre i pastori sono prostrati attorno in atto d'adorazione. La cappella è chiusa da una balaustra di marmo cipollino, patronato della famiglia Scuderi - Riggio.

### Transetto

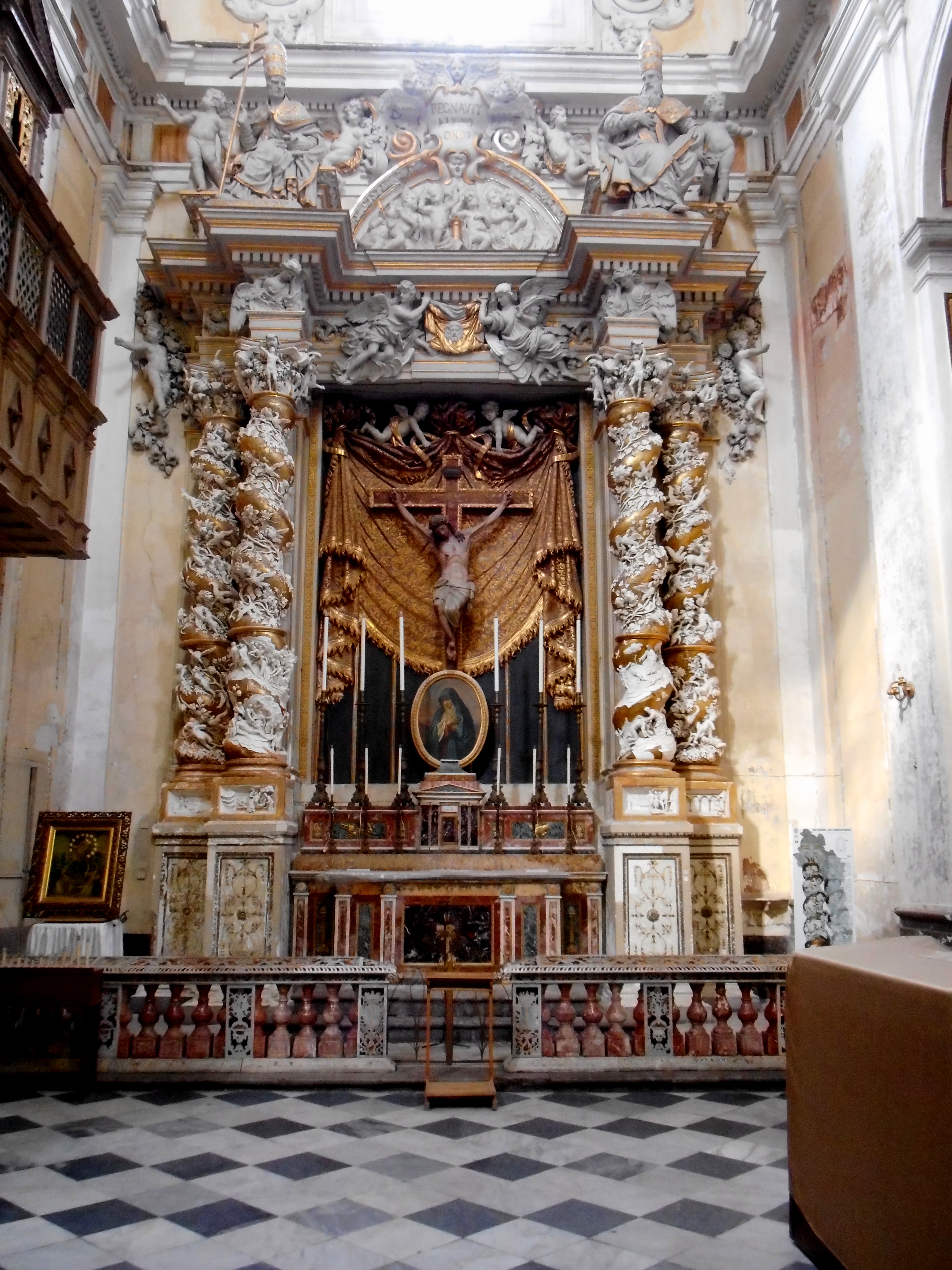
Cappella del Ss.Crocifisso nel transetto destro.

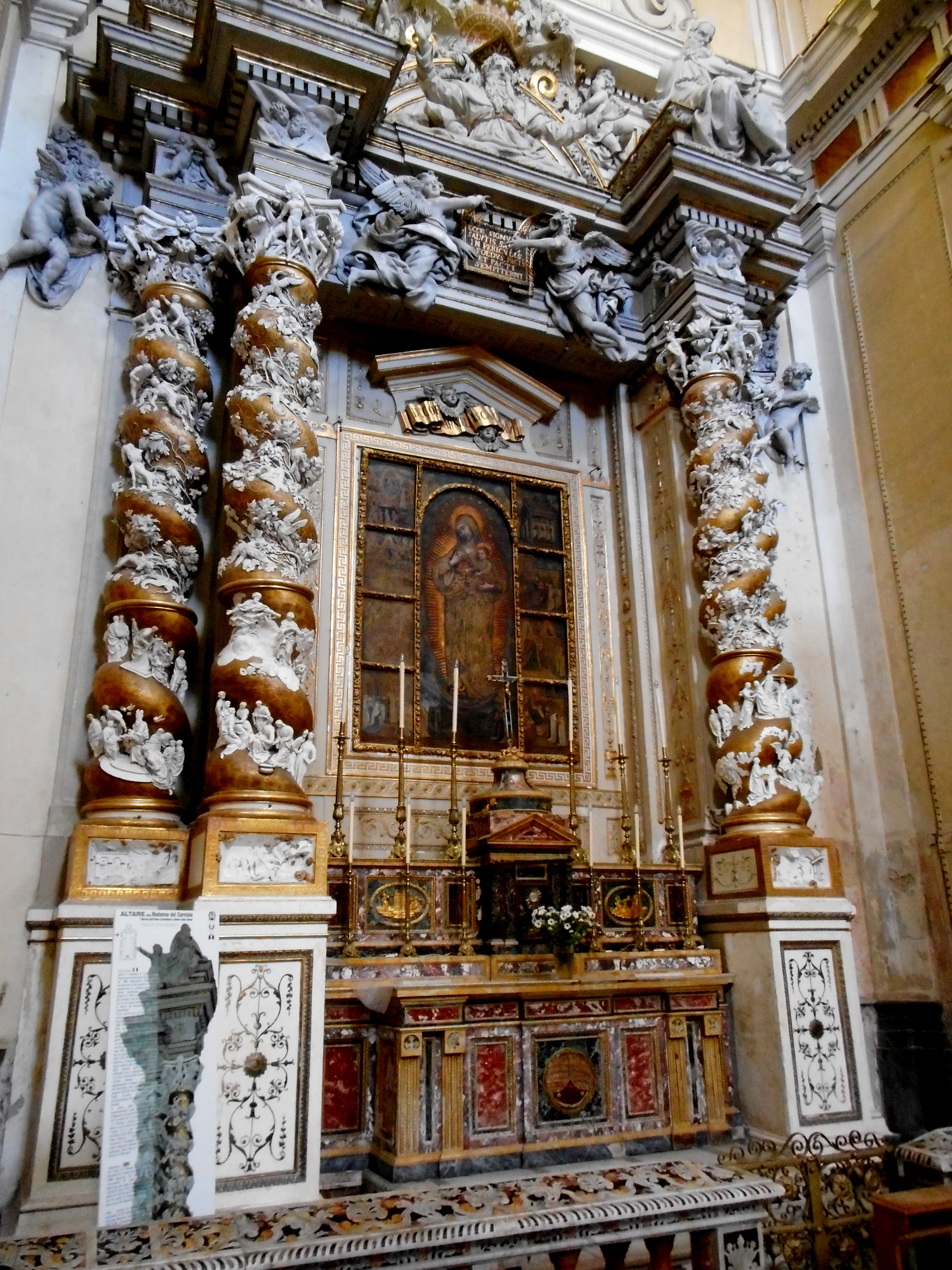
Cappella della Madonna del Carmine nel transetto sinistro.

- Absidiola sinistra, Cappella di Gesù Bambino. Costituiva l'antico passaggio alla sagrestia soppresso nel 1727 per realizzare la cappella "deposito" del simulacro argenteo della Madonna del Carmine. La cappella attuale è costruita nel 1855 grazie a benefattori, dedicata a Gesù Bambino. Il tempietto sopra l'altare custodiva il Gesù Bambino poi trafugato. Il prospetto dell'altare marmoreo è costituito da un paliotto in finto marmo che custodisce un grande presepe. Sull'elevazione dell'altare campeggia il quadro dell'Immacolata d'autore locale del XVIII - XIX secolo.
- Transetto sinistro, Cappella della Madonna del Carmine. L'altare è costituito da coppie di colonne tortili che riportano nella parte superiore ornamenti in stucco di fiori, fogliame e figure umane, nella parte inferiore delle scene bibliche della vita della Madonna. In alto la statua di Dio Padre in mezzo a Papa Dionisio con la croce in mano e Papa Benedetto V con la tiara. Le opere in stucco eseguite dai fratelli Giuseppe e Giacomo Serpotta nel 1684. Sull'altare troneggia il dipinto raffigurante la Madonna del Carmelo con scene di vita dei Primi Carmelitani, del Monte Carmelo, dell'Approvazione della Regola, La venuta in occidente, La liberazione delle anime dai Purgatorio, opere di Tommaso De Vigilia del 1492.[3][13]
- Absidiola destra, Cappella dell'Immacolata. Costituiva il passaggio all'antico convento attraverso una porta murata nel 1856 erigendo la cappella dedicata all'Immacolata, effigie venerata all'interno della nicchia di legno dorato posta nell'altare marmoreo. Due angeli reggono il monogramma, l'opera lignea è attribuita a Girolamo Bagnasco.
- Transetto destro, Cappella del Santissimo Crocifisso.[14] È una struttura quasi identica a quella della Cappella della Madonna del Carmine posta sul lato opposto. Sono presenti colonne tortili che riportano nella parte superiore ornamenti in stucco di fiori, fogliame e figure umane, nella parte inferiore delle scene bibliche. In alto le statue di Papa Telesforo che tiene in mano un calice e Papa Zaccaria. All'interno delle colonne tortili, Giuseppe e Giacomo Serpotta raffigurano scene della Passione di Gesù, opere del 1684. Esempio di leggiadria d'espressione e pregevole finezza d'arte. Al centro il Cristo Crocifisso scolpito in legno, poggiato su di un drappo dorato con motivi floreali, opera attribuita a Girolamo Bagnasco. Ai piedi del Crocifisso un ovale raffigurante l'Addolorata, primitiva sede della statua oggi collocata in fondo alla chiesa all'interno di una custodia lignea.

### Abside
Sullo sfondo dell'abside è collocato un altorilievo lavorato a stucco e legno dorato, riproducente su una raggiera di luce l'Agnello di Dio ritto e vittorioso sul Libro sacro coi sette sigilli. In basso è collocato il coro monastico in noce, scolpito nel 1674, da ignoto scultore siciliano. Dietro l'altare una lastra marmorea chiude la sottostante cripta usata come sepoltura dei frati. Alle pareti del presbiterio sono presenti due opere del XV secolo raffiguranti Sant'Angelo Martire e Sant'Alberto degli Abati carmelitani, dipinti di controversa attribuzione. Una scuola di pensiero ne attribuisce la paternità a Tommaso De Vigilia, un'altra a Pietro Ruzzolone. Documentata una pala d'altare raffigurante lo Spasimo, opera realizzata da Antonello da Palermo nel 1538.

### Organo
Le notizie sull'organo partono dal 1620. Nel 1856 lo strumento venne ricostruito per volontà di Angelo Amoroso dall'organaro Salvatore Briulotta. Esso si trova nel braccio sinistro del transetto, su cantoria a lato dell'arco absidale; a trasmissione meccanica con consolle a finestra, dispone di 21 registri su due manuali e pedale. L'organo antico, pur essendo suonabile indipendentemente, costituisce il primo manuale del moderno organo Tamburini, del 1968, il cui restante materiale fonico (8 registri) è situato sulla cantoria simmetrica nel transetto di destra, entro cassa espressiva.

### Sagrestia
Nel primitivo impianto la sagrestia è ubicata negli spazi dell'odierno coro. Nel 1855, sacrificando due celle e corridoio del Convento, si ottiene l'attuale sagrestia. ove sono presenti un semplice armadio in mogano di Gioacchino Valenti del XIX secolo, un altare marmoreo settecentesco dedicato alla "Madonna dell'Itria", dal quadro posto sull'elevazione raffigurante la Madonna incoronata dagli angeli e ai piedi Alberto degli Abati con il giglio in mano e San Benedetto da Norcia del XVI secolo. Un altro dipinto orna la sacrestia e raffigura l'"Immacolata" circondata da angeli, l'autore è di scuola siciliana del XVII secolo e risente vagamente di modelli novelleschi. La parete in comune con la chiesa è ornata da due paliotti del XIX secolo: uno di manifattura siciliana e l'altro di manifattura italiana, un crocifisso del XVII - XVIII secolo anticamente posto al centro dell'abside della chiesa. Un lampadario a diciotto bracci di bottega artigiana del 1859 e una statua del "Cristo Risorto" in legno a grandezza naturale del XVII - XVIII secolo completano l'arredo.

## Esterno

### Cupola
Costruita nel 1680 sotto la direzione dei lavori di frate Angelo La Rosa religioso carmelitano, s'innalza su tre ordini: tamburo, volta e lanternino. I pilastri sono ornati da quattro statue di stucco raffiguranti Mosè, Elia, San Giovanni Battista e Giona opera di Vincenzo Messina del 1681. La parte interna o concava della volta è rivestita di stucchi ornamentali costituiti da festoni di fiori e frutta. Le quattro finestre sono ornate di putti, vasi e fiori in stucco.

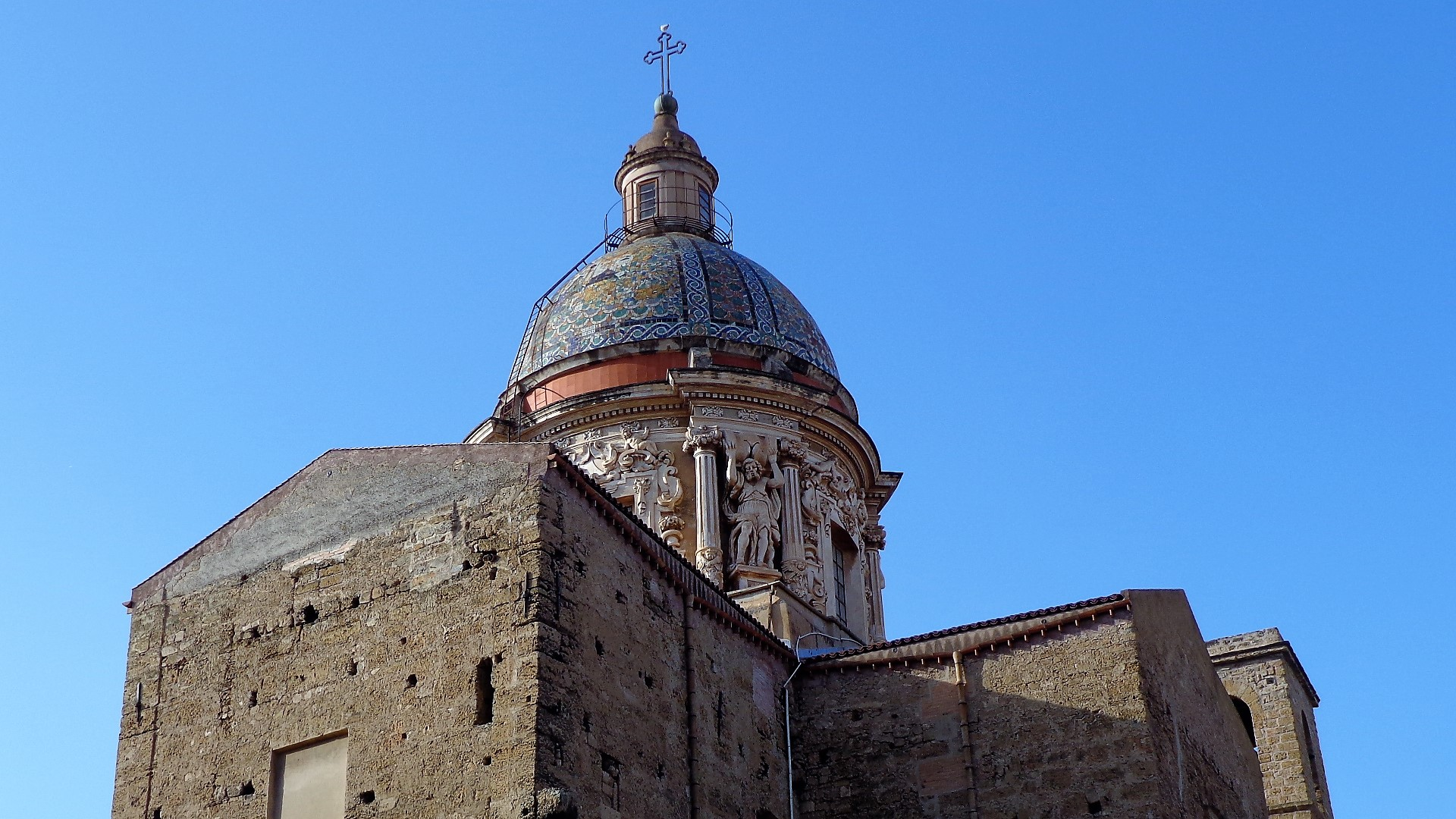
Cupola.

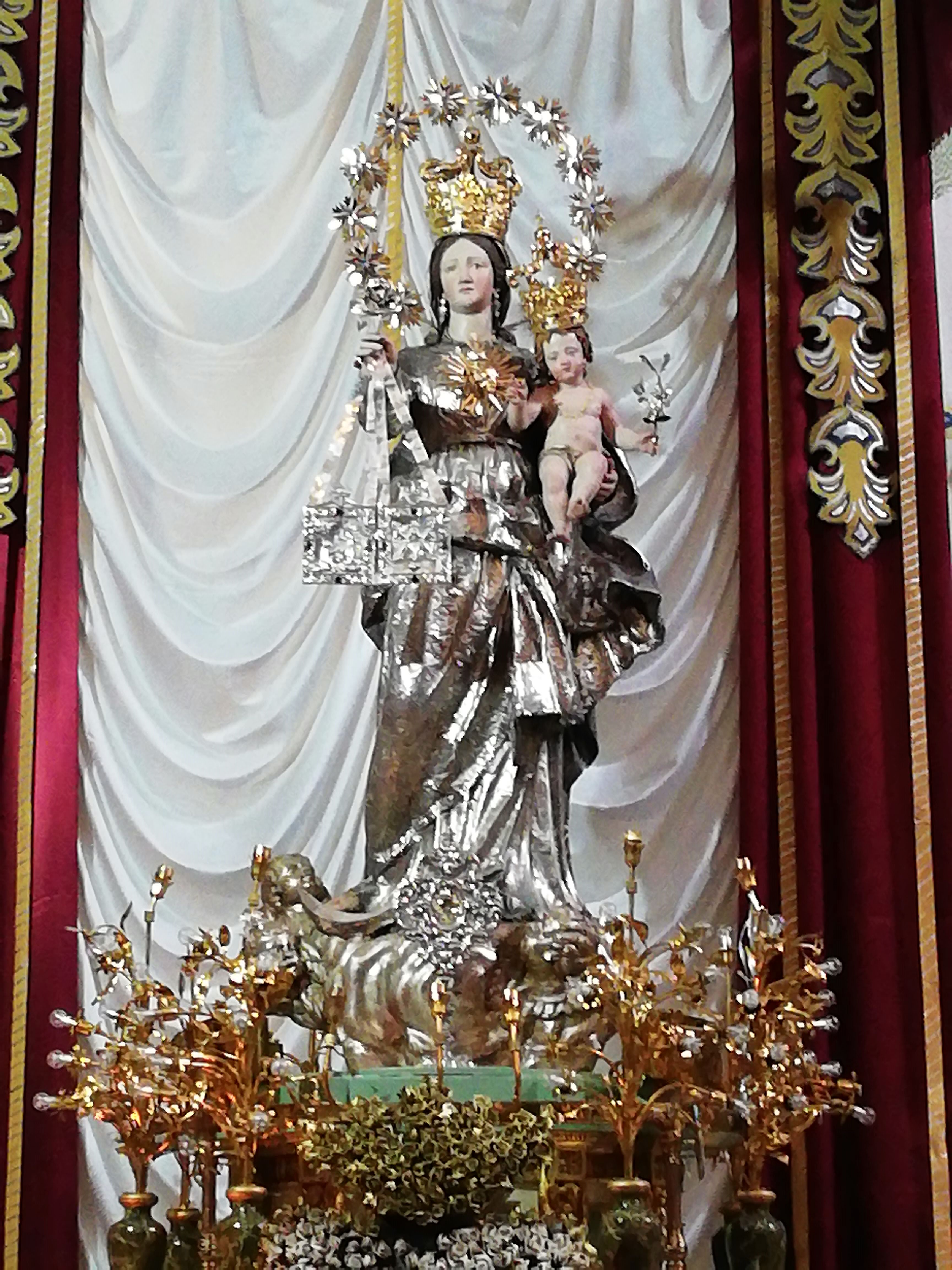
Madonna del Carmine.

La parte esterna, ricca e singolare, la rende unica nel suo genere non solo a Palermo ma, in tutta la Sicilia. Spiccano quattro coppie di colonne scanalate di pietra con capitelli dorici intramezzati dai grandi telamoni: i quattro personaggi tozzi e muscolosi in atto di reggere la cupola modellati in stucco, come il resto dei decori, da Angelo La Rosa, Andrea Surfarello e Gaspare La Farina.
La superficie convessa è rivestita da maioliche smaltate con colori che richiamano lo stile arabo. È divisa in quattro sezioni, su ogni spicchio della calotta sferica è posto in evidenza lo stemma carmelitano. In alto è sormontata da un cupolino, la palla e la croce.

### Campanile
Campanile, chiostro e convento seguono le alterne vicende dei preesistenti luoghi di culto, il campanile attuale non è l'originale. Ne sono esistiti diversi dei quali s'ignorano le linee architettoniche.
- 1620, Anno al quale risalgono le notizie del primo campanile.
- 1670, Con la costruzione della nuova chiesa il campanile è rifatto.
- 1740, Sono stanziati nuovi fondi per la costruzione di un terzo campanile.
- 1883, Demolito quest'ultimo è ricostruito nelle semplicissime e rustiche linee attuali.

### Convento
Il convento è chiamato Carmine Maggiore per essere stato fondato per primo, perché è il più grande e più importante tra gli altri cinque conventi carmelitani esistiti in città.
Nell'arco di otto secoli è stato costruito tre volte:
- 1200.
- XVI secolo, Nella prima metà.
- 1938, Ultima costruzione con funzioni di "Casa di Accoglienza".

### Chiostro
Il chiostro attuale risale alla costruzione del secondo convento. D'epoca cinquecentesca con colonne di marmo bigio dai capitelli ionici riproducenti gli stemmi dei casati patrocinanti o di frati benemeriti che hanno contribuito alla costruzione. Nel XX secolo il chiostro è stato restaurato con la ricostruzione di parte delle colonne. Sul portico meridionale si conserva un portale di marmo dalle linee architettoniche dell'antico convento del 1500, sull'arco sono presenti tre stemmi gentilizi - carmelitani. Sopra l'architrave è riportata la data 1582.

## Feste
- Ultima domenica del mese di luglio, Festa di Maria Vergine del Carmelo con processione del simulacro argenteo di MARIA SS. Del Monte Carmelo.[14]

## Curiosità
- 1922c., Nella chiesa è custodita la reliquia della Santa Spina proveniente dalla chiesetta della Santa Spina dei "Mastri Stazzunari", la cui demolizione è dettata dai moderni sviluppi urbanistici che prevedevano la realizzazione della via Roma.

## L'Ordine Carmelitano a Palermo
- 1118, Chiesa della Madonna del Carmine[15]
- 1575, chiesa di Santa Maria del Soccorso all'Albergheria e convento
- 1577, chiesa di Santa Maria di Monserrato in Santa Lucia al Borgo
- 1592, Chiesa della Madonna dell'Itria
- 1599, Chiesa della Madonna del Soccorso
- 1610, Chiesa della Madonna dei Rimedi
- 1528, Chiesa della Madonna di Montesanto e convento di Sant'Antonio in Porta Termini (poi soppressi nel 1866 e demoliti)
- 1626, Chiesa dell'Assunta
- 1628, Chiesa di Santa Teresa alla Kalsa
- 1628, Chiesa della Madonna di Gibilrosa
- 1578, chiesa di San Nicolò e convento di Sant'Angelo Carmelitano in Piazza Bologni, il tempio fu distrutto dai bombardamenti nel 1943, il collegio trasformato in Tribunale militare
- 1563, Convento dello Spirito Santo
- 1989, chiesa di San Sergio I

## Galleria d'immagini
Foto riprodotte da tesi laurea di Simona Occhione, "La chiesa del Carmine Maggiore a Palermo", Palermo, 2017